# Sankt Vith
Sankt Vith [fɪtʰ] (historisch auch St. Vieth, französisch Saint-Vith, luxemburgisch Sankt-Väit) ist eine Stadt in Belgien im Osten der Provinz Lüttich. Die rund 10.000 Einwohner zählende Stadtgemeinde liegt im Naturpark Hohes Venn-Eifel im Süden der Deutschsprachigen Gemeinschaft (DG).
Sankt Vith beheimatet das Dienstleistungszentrum der DG, eine Außenstelle des Ministeriums der Deutschsprachigen Gemeinschaft für den Süden der DG. Insgesamt fünf Gemeinden bilden hier den Kanton Sankt Vith.

## Geographie

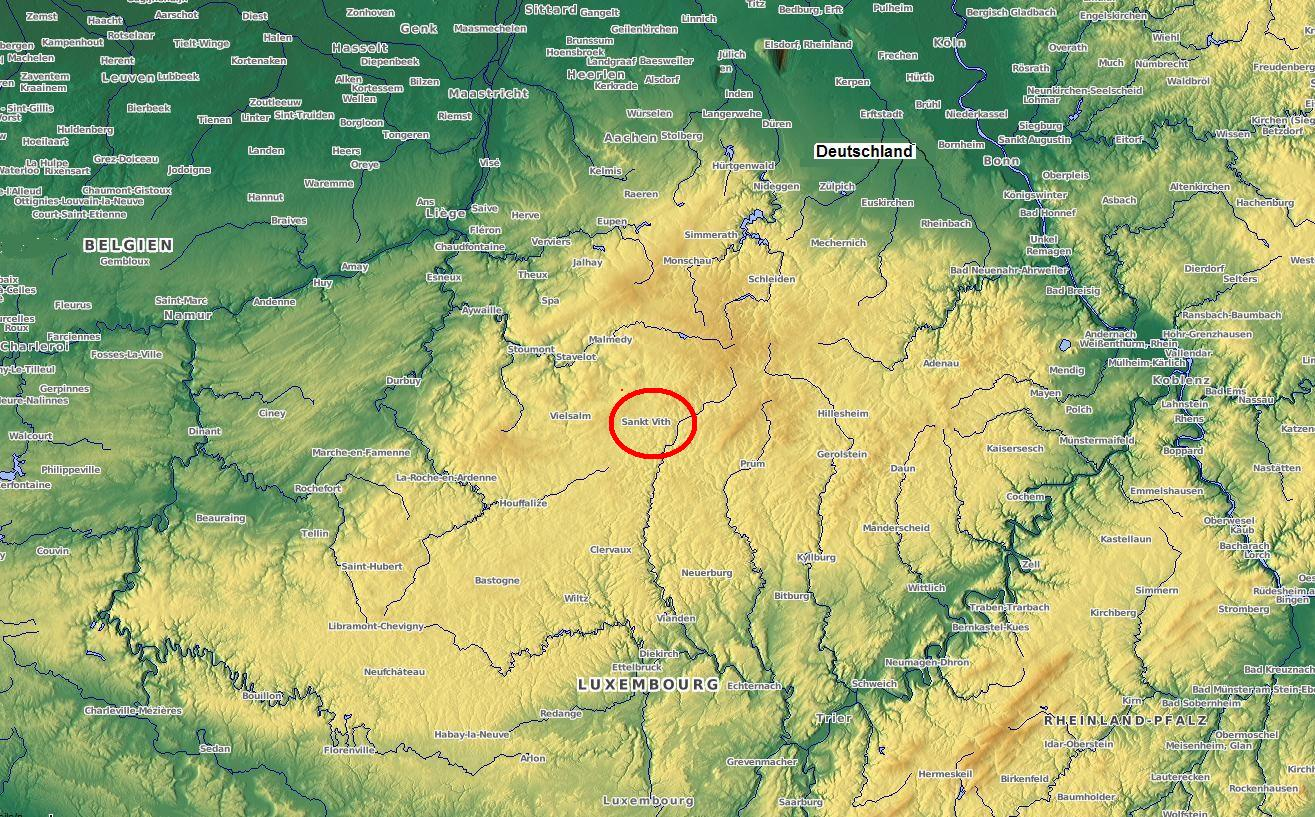
Geographische Lage

St. Vith liegt an der Schnittstelle von Eifel und Ardennen. Neben St. Vith gehören zur Großgemeinde die Dörfer und Weiler Alfersteg, Amelscheid, Andler, Atzerath, Breitfeld, Crombach, Eiterbach, Galhausen, Heuem, Hinderhausen, Hünningen, Lommersweiler, Neidingen, Neubrück, Neundorf, Nieder- und Ober-Emmels, Recht, Rödgen, Rodt, Schlierbach, Schönberg, Setz, Steinebrück, Wallerode, Weppeler und Wiesenbach.
Rund 43,7 Prozent des Gebietes der Gemeinde sind bewaldet. Ausgedehnte Wälder gibt es rund um das Dorf Recht, das isoliert im Nordwesten der Großgemeinde liegt. Das Zentrum und der Südwesten rund um die Stadt Sankt Vith und die Orte Rodt und Crombach sind hingegen durch landwirtschaftliches Grünland geprägt. Waldreich ist wieder der Osten der Gemeinde: Hier fließt der Fluss Our, von Nordosten kommend, zunächst durch das Gebiet um Schönberg. Das Flusstal selbst ist landwirtschaftlich genutzt, die Anhöhen auf beiden Seiten sind bewaldet. Die Our fließt weiter Richtung Südwesten durch den Ourgrund, ein landschaftlich reizvolles Tal mit sechs kleinen Dörfern. Bei Steinebrück und Lommersweiler schließlich verlässt die Our das Gemeindegebiet Richtung Süden. Im äußersten Osten bei Amelscheid und Alfersteg bildet die Gemeindegrenze zugleich die Staatsgrenze zu Deutschland.

## Etymologie
Der Ortsname ist auf den Heiligen Veit (Sankt Vitus) zurückzuführen. Ob hier auch zeitweise Reliquien des Heiligen verehrt wurden, ist nicht überliefert.

## Geschichte

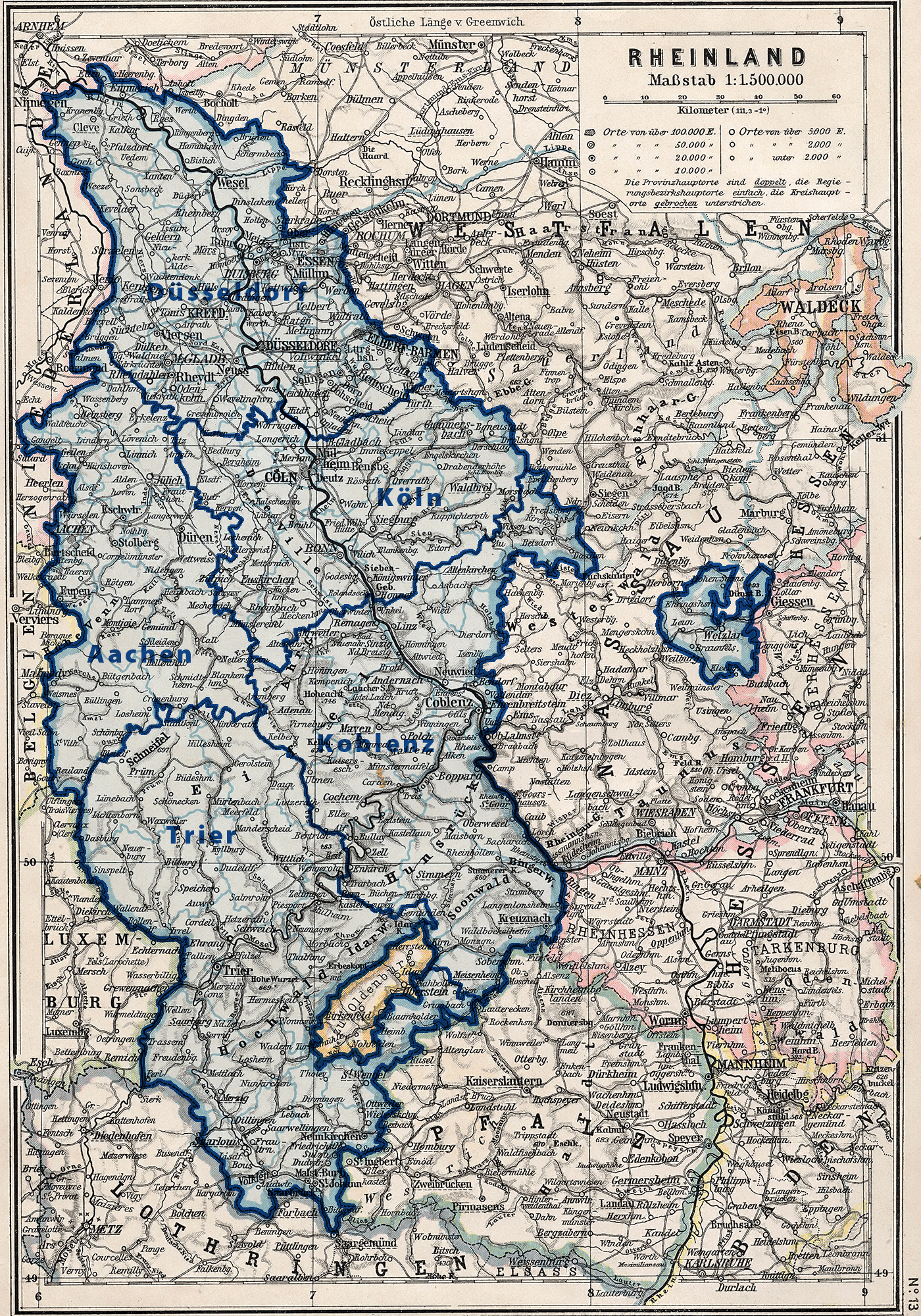
St. Vith im preußischen Rheinland (Rheinprovinz), Regierungsbezirk Aachen, Kreis Malmedy

Die Ursprünge von St. Vith liegen im Dunkeln. Mit einer im Jahr 836 erwähnten Kapelle kann die sicher im Jahr 876 beurkundete Kapelle im nahen Wiesenbach gemeint sein. Damals wurden Reliquien des Heiligen Vitus (frz. Saint-Guy) von St. Denis bei Paris nach Corvey bei Höxter überführt und die Pilgergruppe soll hier eine Rast eingelegt haben. Die im Jahr 915 für das nahe Kloster Stavelot  ausgestellte Besitzurkunde kann als erste urkundliche Erwähnung betrachtet werden (francia.ahlfeldt Stavelot Nr. 053).  Der Bau einer größeren Kirche 1130/31 ist urkundlich nicht belegt. Ab 1151 Zollstätte der Grafen von Limburg, bekam St. Vith um 1350 eine städtische Verfassung, was auch eine Befestigung der jungen Stadt zur Folge hatte. Später kam St. Vith an die Grafen von Sponheim, dann an Nassau, an Spanien und schließlich an Österreich.
Die Österreichischen Niederlande umfassten auch diese deutschsprachige Region nördlich von Luxemburg in der westlichen Eifel (Hohes Venn). 1815 wurde das vorübergehend französisch regierte St. Vith durch den Wiener Kongress dem preußischen Regierungsbezirk Aachen in der späteren Rheinprovinz angegliedert, nachdem es zuvor über Jahrhunderte hinweg dem Herzogtum Luxemburg angehört hatte. Diese Gebietsveränderung ist in die Geschichte als zweite Teilung Luxemburgs eingegangen. Bis Ende 1820 war St. Vith Kreisstadt des Kreises St. Vith und gehörte bis 1920 dem Kreis Malmedy an.
1887 wurde die Stadt an die Vennbahn von Aachen über St. Vith nach Ulflingen in Luxemburg angeschlossen. Nur ein Jahr später kam die Verbindung zur Westeifelbahn nach Gerolstein hinzu, und es entwickelte sich ein bedeutendes wirtschaftliches Zentrum. Spätestens 1917, bei Herstellung der Verbindung an die Bahnstrecke Libramont–Bastogne–Gouvy, wurde St. Vith zu einem bedeutenden Eisenbahnknoten mit wichtiger Reparaturwerkstatt der deutschen und später belgischen Eisenbahnen. Weitere Haltepunkte befanden sich in Neidingen, Crombach, Lommersweiler und Steinebrück. In der Blütezeit des Eisenbahnbetriebs wurden täglich 30 Personen- und 80 Güterzüge abgefertigt, 1200 Personen waren im Bahnbetrieb beschäftigt.

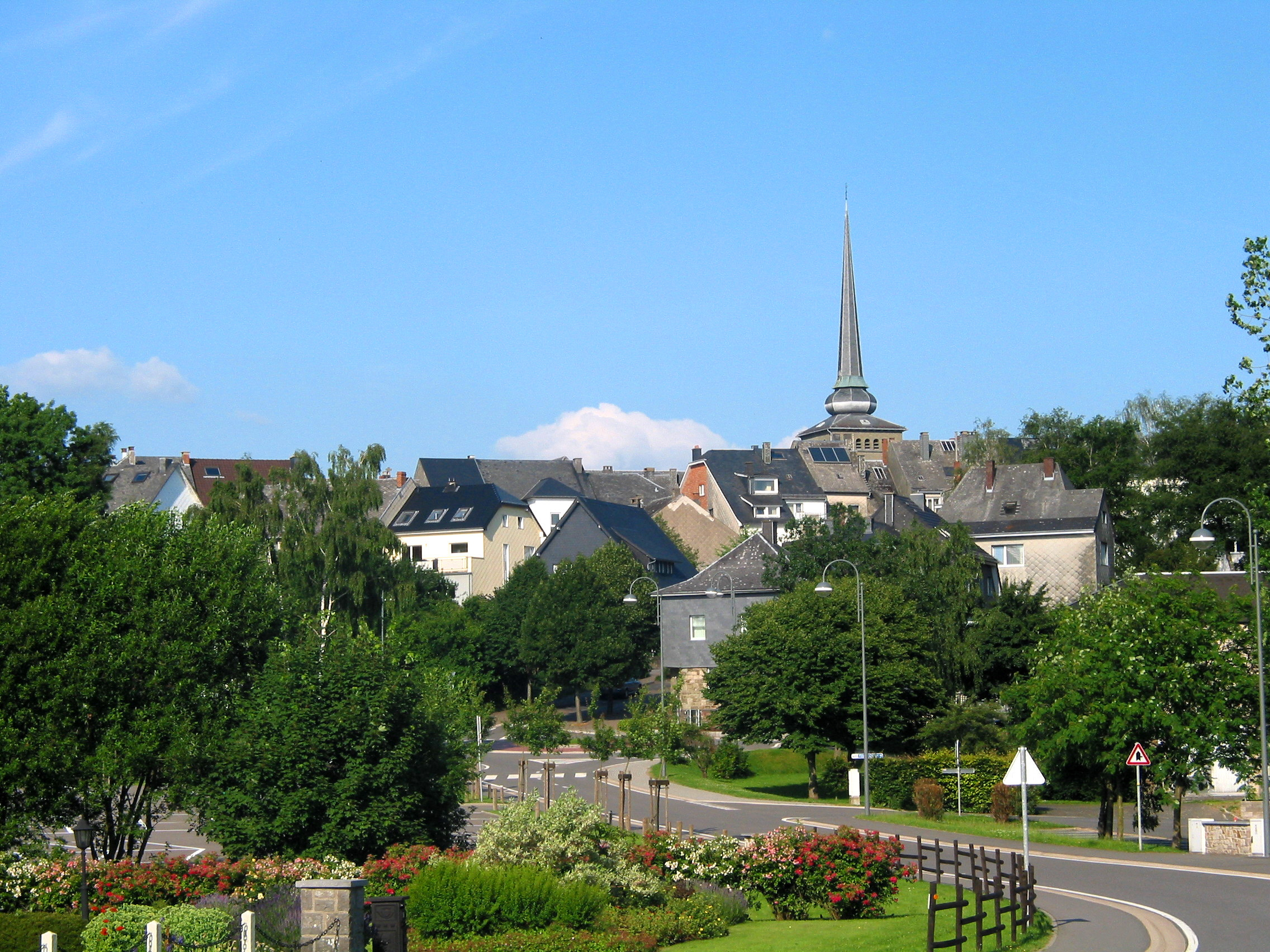
Stadtansicht

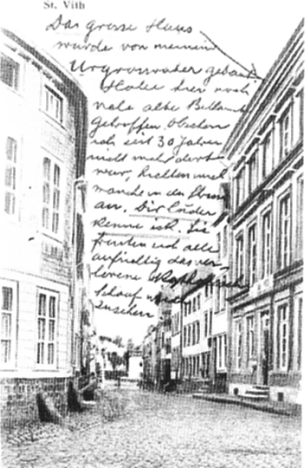
Handschriftlicher Postkartengruss aus St. Vith (Autor: Silvio Gesell) um 1920

Nach dem Ersten Weltkrieg wurden mit dem Versailler Vertrag die Kreise Eupen und Malmedy dem Königreich Belgien zugeschlagen.
Der Zweite Weltkrieg begann für St. Vith am 10. Mai 1940, als deutsche Truppen einmarschierten und die heutigen Ostkantone Belgiens vom Deutschen Reich annektiert wurden. Die ersten Kriegshandlungen in St. Vith fanden am 9. August 1944 statt, wobei die Sankt-Vitus-Kirche und der Bahnhof von Bomben zerstört wurden. Am 3. oder 4. September wurde die Stadt evakuiert; die meisten Einwohner wurden auf einem Flüchtlingstreck nach Hannoversch Münden und Dransfeld ins Altreich geführt. Am 13. September rückten US-Truppen kampflos in Sankt Vith ein. Sie gaben die Verwaltung in belgische Hände.
Die deutsche Ardennenoffensive begann am 16. Dezember 1944 unter anderem mit dem Beschuss St. Viths. Die Stadt wurde von der 2. US-Infanteriedivision unter General Bruce C. Clarke bis zum 22. Dezember verteidigt; dann zogen wieder deutsche Truppen ein. An den beiden Weihnachtstagen 1944 legten alliierte Bomberverbände die Stadt Sankt Vith in Schutt und Asche. Dabei starben 153 Einwohner und über 1000 Soldaten, fast 600 Gebäude (über 90 % des Bestandes) wurden zerstört oder schwer beschädigt. Neun Gebäude blieben unversehrt. Die Schlacht um St. Vith hat den Ausgang der Ardennenoffensive entscheidend beeinflusst, der Wiederaufbau dauerte bis in die 1960er Jahre. Der Neubau der katholischen Pfarrkirche Sankt Vitus wurde fünf Jahre nach Baubeginn am 14. Juni 1959 vom Lütticher Weihbischof Wilhelm-Maria van Zuylen konsekriert. Zu den zerstörten Gebäuden, die nie wieder aufgebaut worden sind, gehört die Weihnachten 1944 zerstörte protestantische Kirche. In der Stadt lebten nach 1945 kaum noch Protestanten. Heute gehört St. Vith zum Einzugsgebiet der deutschsprachigen protestantischen Kirchengemeinde in Malmedy, deren Matthäus-Kirche 1985 fertiggestellt wurde.

### Demographie
| Jahr | Einwohner | Anmerkungen                                                                          |
| ---- | --------- | ------------------------------------------------------------------------------------ |
| 1816 | 726       | davon neun Evangelische und 717 Katholiken (ein Schullehrer oder eine Schullehrerin) |
| 1818 | 783       | [ 9 ]                                                                                |
| 1821 | 824       | in 145 Privatwohnhäusern                                                             |
| 1852 | 1162      | [ 10 ]                                                                               |
| 1885 | 1815      | [ 11 ]                                                                               |
| 1905 | 2180      | meist katholische Einwohner                                                          |
| 1910 | 2241      | am 1. Dezember                                                                       |
| 1930 | 2524      | [ 11 ]                                                                               |

## Wappen
| Wappen von Sankt Vith | Blasonierung: „Das 1925 verliehene Wappen geht auf die Herrschaft Valkenburg (Faulquemont), eine Linie der Herzöge von Limburg, zurück und zeigt einen doppelschwänzigen roten Löwen, blaugezungt und -bewehrt mit goldener Krone auf silbernem Schild. Der Löwe findet sich in stilisierter Form auch im Wappen der Deutschsprachigen Gemeinschaft.“ |
| Wappen von Sankt Vith | |

## Städtepartnerschaften
- Kerpen, Deutschland, seit 1975
- Teiuș, Rumänien, seit 2008

## Kultur und Sehenswürdigkeiten

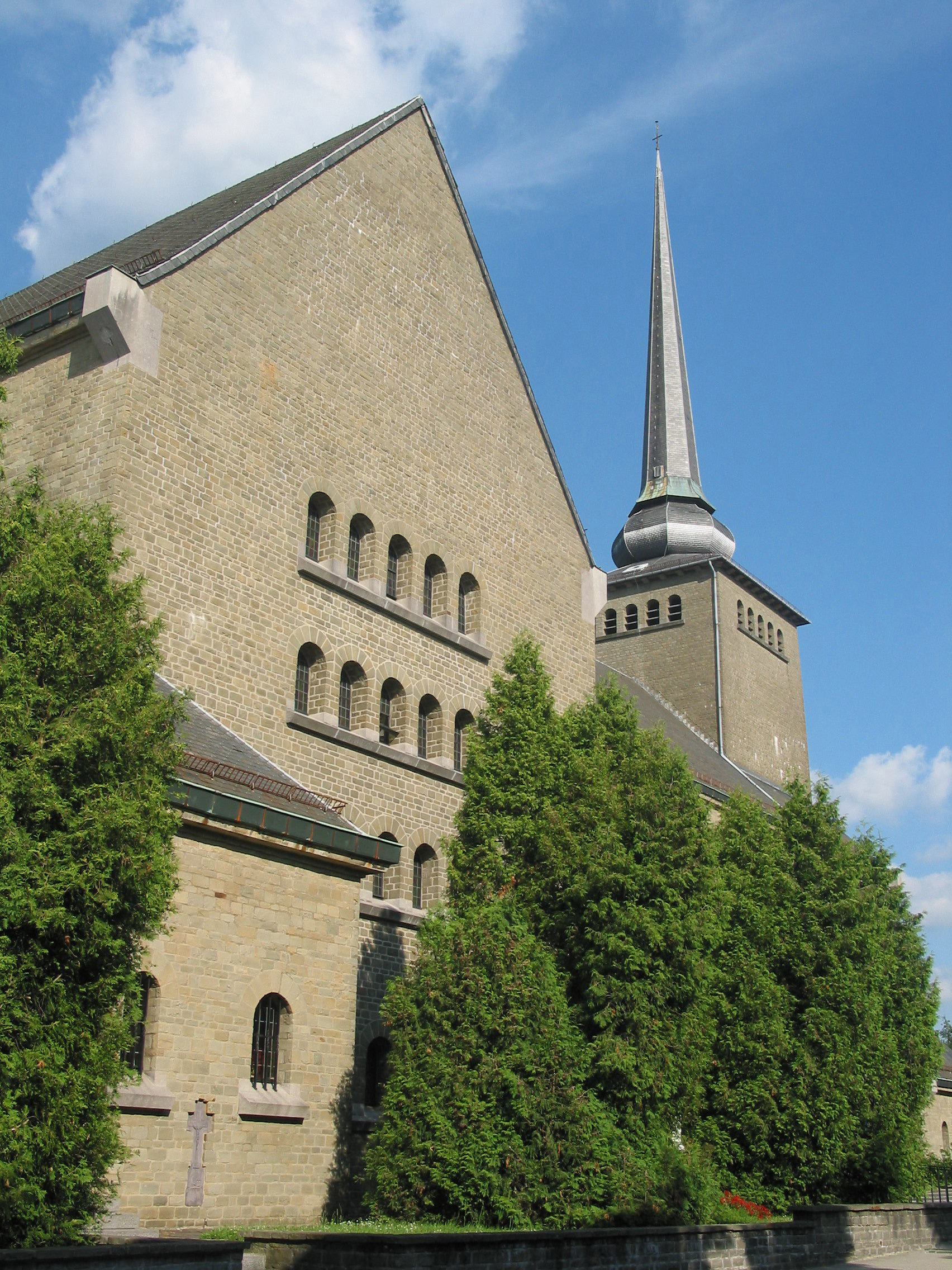
Pfarrkirche St. Vith

Die mächtige Pfarrkirche der Stadt mit dem Patrozinium des heiligen Vitus wurde nach dem Zweiten Weltkrieg in neo-romanischem Stil wiederaufgebaut und am 14. Juni 1959 vom Lütticher Bischof Wilhelm-Maria van Zuylen konsekriert. Der gotische Vorgängerbau war Weihnachten 1944 durch Bomben der Alliierten zerstört worden.
Im etwa zwei Kilometer südöstlich von St. Vith gelegenen Ort Wiesenbach befindet sich die im 9. Jahrhundert erbaute St.-Bartholomäus-Kapelle.
Der zur Großgemeinde gehörende Ort Recht wurde durch den Rechter Blaustein bekannt. Seit 2007 befindet sich dort ein Besucherstollen.
Zwischen 1999 und 2005 war Sankt Vith der Veranstaltungsort des Alive Festivals, bei dem deutsche und internationale Pop- und Rock-Bands bis zu 20.000 Besucher nach Sankt Vith zogen.
Der im Jahre 1664 erstmals erwähnte Junggesellenverein vereint die männlichen Sankt Vither Jugendlichen. Am Kirmes Samstag setzen diese den traditionellen Kirmesbaum auf. Jedes Jahr im Dezember wird zusätzlich der Nikolausball organisiert durch den JGV Sankt Vith.

## Wirtschaft
Handel, Tourismus und die holzverarbeitende Industrie sind bedeutende Wirtschaftszweige der Stadt. Daneben zählen Metallverarbeitung, Möbelbranche und Baugewerbe zu den wirtschaftlich relevanten Branchen. Der international tätige Backmittelhersteller Puratos, der in Sankt Vith eine Entwicklungsabteilung betreibt, hat dort eine Sauerteigsammlung mit Proben aus aller Welt zusammengestellt, um das Wissen um alte Backmethoden zu wahren und weiterzugeben.
In den Dörfern der Großgemeinde ist auch die Landwirtschaft noch von wirtschaftlicher Bedeutung.
Von 1866 bis zu ihrer Fusion mit dem Grenz-Echo im Jahr  1965 war die mit unterschiedlichen Namen erscheinende und durchweg von der Verlegerfamilie Doepgen geleitete St. Vither Zeitung als erste deutschsprachige Ausgabe ihrer Art im Kreis Malmedy die Informationsquelle der deutschsprachigen Bürgerschaft.

## Sport
Die Roller Bulls Ostbelgien aus Sankt Vith spielten bis 2020 in der Rollstuhlbasketball-Bundesliga.

## Verkehr
Westlich von Sankt Vith verläuft die A27, die Lüttich und Aachen mit Trier verbindet. Sankt Vith ist über die Anschlussstellen Recht (13), Sankt-Vith-Nord (14), Sankt-Vith-Süd (15) und Lommersweiler (16) an diese Autobahn angebunden. Außerdem befinden sich im Gemeindegebiet die Nationalstraßen N62, N626, N646, N659, N670, N675 und N695.
Über einen Bahnanschluss verfügt St. Vith seit den 1980er Jahren nicht mehr. Ursprünglich war die Stadt ein Eisenbahnknoten an den teilweise aus strategischen Gründen erbauten Verbindungen Westeifelbahn, Vennbahn, der Bahnstrecke Libramont–Sankt Vith und der Strecke (Sankt Vith–) Born–Vielsalm. Der Bahnhof wurde im Dezember 1944 bei amerikanischen Luftangriffen völlig zerstört.

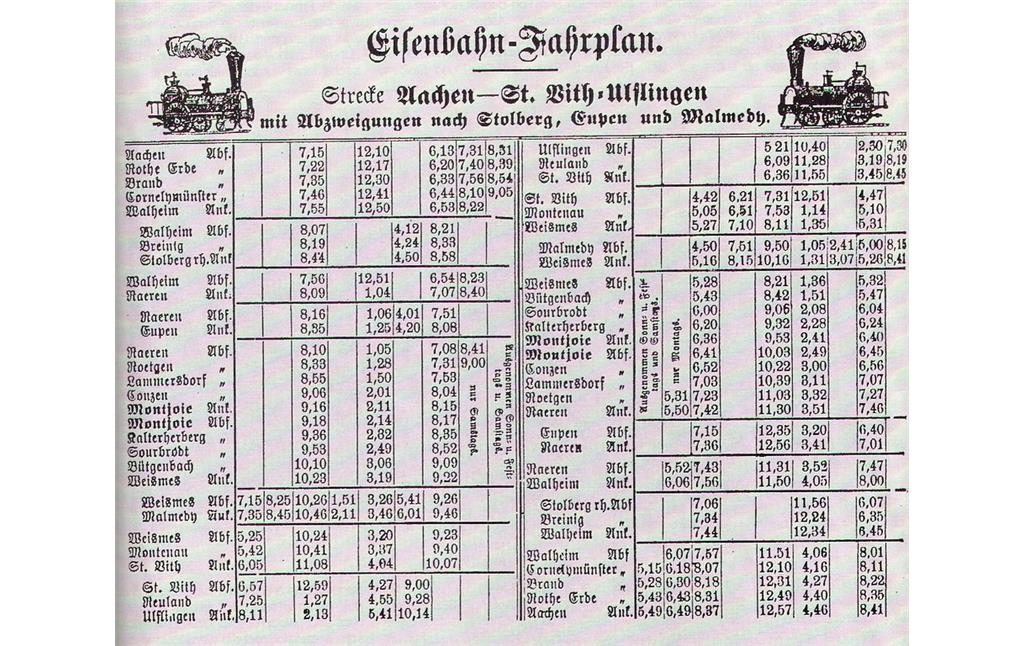
Eisenbahnverbindung bis nach Aachen und Ulflingen um 1890

Die Bahnlinien sind mittlerweile nach ihrer Stilllegung alle abgebaut und teilweise zu Fernradwegen umgestaltet worden. Als Beispiele sind auf dem internationalen Fernradweg Vennbahn (Deutschland, Luxemburg und Belgien) die RAVeL Route 48, die RAVel Route 47 oder internationale Eifel-Ardennen-Radweg über Prüm nach Gerolstein zu nennen.
Seit 2020 ist Sankt Vith durch Buslinien der TEC u. a. mit Eupen und Malmedy sowie auf der deutschen Seite durch die Buslinie 465 des VRT mit Prüm und Gerolstein verbunden.

## Persönlichkeiten

### In St. Vith geboren
- Alexander Henn (1643–1698), Abt
- Paul Aler (1656–1727), Jesuit, Philologe und Dichter
- Silvio Gesell (1862–1930), Begründer der Freiwirtschaftslehre
- Johannes Koch-Mehrin (1899–1968), Mitglied der Bekennenden Kirche
- Robert Kohnen (1932–2019), Cembalist und Organist
- Jean Firges (1934–2014), Autor, verfasste als Hannes Anderer Romane über das Aufwachsen in St. Vith in den 1940er Jahren
- Aloys Jousten (1937–2021), Bischof von Lüttich
- Heinz Heinen (1941–2013), Althistoriker
- Hans Krings (* 1942), deutscher Politiker der SPD
- Winfried Mummenhoff (1942–2022), deutscher Rechtswissenschaftler und Hochschullehrer
- Gert Monheim (* 1944), Dokumentarfilmer und Journalist
- Marcel Cremer (1955–2009), im Ortsteil Crombach geborener Regisseur
- Freddy Cremer (* 1957), Sekundarschullehrer, Historiker, Philosoph und Politiker
- Robert Nelles (* 1958), Politiker
- Bruno Thiry (* 1962), Rallye-Europameister 2003
- Andreas Fickers (* 1971), Historiker
- Petra Schmitz (* 1972), Politikerin (ProDG)
- Andy Houscheid (* 1983), Pianist und Singer/Songwriter
- Mario Mutsch (* 1984), luxemburgischer Fußballspieler
- Fabienne Colling (* 1985), belgisch-luxemburgische Unternehmerin und Politikerin
- Thierry Neuville (* 1988), Rallyefahrer

### Mit St. Vith verbunden
- Hanswilhelm Haefs (1935–2015), Publizist und Übersetzer, lebte in Atzerath.
- Heinz Warny (1945–2020), Journalist und Chefredakteur beim Grenz-Echo